# List nosan
List nosan (jadranski list, list, jadranski, švoja, švoj, soja, lat. Pegusa impar), vrsta morske ribe plosnatice iz porodice listova (Soleidae). Vrsta je nekada uključivana u rod Solea. Naraste do 15 ili 16 cm, i težine je do 0,1 kg. Izduženog je i asimetričnog oblika tijela, prekrivenog sitnim ljuskicama. Živi na pjeskovitom i muljevitom dnu od 3 do 100 metara dubine.

## Sinonimi
- Solea impar Bennett, 1831